# Список глав Нигера
Список глав Нигера включает лиц, являвшихся главой государства Нигера со времени провозглашения в 1958 году автономной Республики Нигер, пришедшей на смену французской заморской территории в Западной Африке.
В историографии используется выделение периодов страны по времени действия конституций (по аналогии с выделением периодов истории Французской республики):
- Первая республика (фр. La 1re république) — Конституция 8 ноября 1960 года;
- Вторая республика (фр. La 2e république) — Конституция 24 сентября 1989 года;
- Третья республика (фр. La 3e république) — Конституция 26 декабря 1992 года;
- Четвёртая республика (фр. La 4e république) — Конституция 12 мая 1996 года;
- Пятая республика (фр. La 5e république) — Конституция 18 июля 1999 года;
- Шестая республика (фр. La 6e république) — Конституция 4 августа 2009 года;
- Седьмая республика (фр. La 7e république) — Конституция 31 октября 2010 года.

В настоящее время страну возглавляет лидер военной хунты, пришедшей к власти в результате переворота в июле 2023 года, Президент Республики (фр. Président de la République). Согласно принятой в 2010 году конституции, действие которой было приостановлено Национальным советом 26 июля 2023 года, посту президента, избираемого прямым голосованием на пятилетний срок (с правом однократного переизбрания), посвящены статьи с 46 по 72, по которым президент является гарантом нормального и непрерывного функционирования государственных органов, национальной независимости и территориальной целостности, следит за сохранением и уважением национального суверенитета как внутри страны, так и за её пределами, является гарантом национального единства.
Использованная в первом столбце таблиц нумерация является условной; также условным является использование в первом столбце цветовой заливки, служащей для упрощения восприятия принадлежности лиц к различным политическим силам без необходимости обращения к столбцу, отражающему партийную принадлежность. Наряду с партийной принадлежностью, в столбце «Партия» также отражён беспартийный статус персоналий. В столбце «Выборы» отражены состоявшиеся выборные процедуры или иные основания получения полномочий. Для удобства список дополнен разделом «Обзор», призванным пояснить особенности политической жизни страны.

## Обзор
После провозглашения автономной Республики Нигер (фр. République du Niger) в составе Французского сообщества 18 декабря 1958 года главой государства стал действующий председатель Совета министров Амани Диори. После победы возглавляемой им Нигерской прогрессивной партии (НПП) на выборах в Территориальное собрание, где её представители заняли большинство депутатских мест, в стране сложилась однопартийная система (партия парламентского меньшинства Саваба была запрещена). 3 августа 1960 года Нигер был провозглашён независимой республикой. 8 ноября Национальное собрание приняло первую конституцию и избрало Диори президентом. 9 ноября Диори официально принёс присягу, в 1965 и 1970 годах он одержал победу на безальтернативных выборах.
15 апреля 1974 года в ходе успешного государственного переворота Диори был арестован, временным главой государства объявлен начальник Генерального штаба армии полковник Сейни Кунче. 17 апреля военные создали Верховный военный совет (ВВС; фр. Conseil Militaire Suprême), председателем которого был избран Кунче. В тот же день Кунче, оставаясь председателем Совета, был назначен главой государства. Он не прекращал попыток повысить уровень жизни населения и стабилизировать экономику. Однако падение цен на уран в начале 1980-х годов (добыча урана является важнейшей отраслью экономики Нигера) резко ухудшило экономическое положение страны. 10 ноября 1987 года Сейни Кунче умер. Временным главой государства и Совета стал полковник Али Саибу. 14 ноября офицерами Вооружённых сил Саибу был официально утверждён в должности председателя ВВС. В 1988 году полковник инициировал создание единой партии Национальное движение за общество развития. В мае 1989 года на учредительном съезде партии был сформирован Высший совет по национальной ориентации (фр. Conseil Supérieur d’Orientation Nationale), возглавленный Саибу и заменивший собой ВВС. В сентябре на референдуме была принята новая конституция, допускавшая многопартийную систему. В декабре прошли парламентские и президентские выборы, на которых одержал победу Саибу. Однако уже в 1991 году Национальное собрание было распущено, а функции органа законодательной власти перешли к Высшему совету. В феврале — марте 1993 года также прошли совмещённые выборы — парламент был восстановлен, а президентом избран лидер партии Демократическая и социальная конвенция Махаман Усман.
27 января 1996 года в ходе вооружённого переворота Усман был арестован, временным главой государства стал генерал Ибрагим Баре Майнассара. Власть в стране перешла к Совету национального спасения (СНС; фр. Conseil de Salut National), председателем которого также стал Майнассара. В июле состоялись президентские выборы, на которых одержал победу Майнассара. В феврале 1998 года Нигерская партия за самоуправление, Партия за национальное единство и развитие и Объединение за демократию и социальный прогресс создали оппозиционный СНС блок Альянс демократических и общественных сил, который одержал победу на выборах в местные органы власти. Верховный суд аннулировал результаты голосования, после чего в стране начались массовые волнения и беспорядки. 9 апреля 1999 года в Нигере произошёл государственный переворот, в результате которого президент страны Майнассара был убит собственными телохранителями. Через два дня, 11 апреля, командир президентской гвардии майор Дауда Малам Ванке объявил себя главой государства и председателем Совета национального примирения (фр. Conseil de Réconciliation Nationale), пришедшего на смену СНС. В июле Ванке подписал декрет о вступлении в действие новой конституции, в соответствии с которой в октябре — ноябре состоялись президентские выборы. Победу одержал Мамаду Танджа (переизбирался в 2004 году). В мае 2009 года на фоне напряжённой ситуации на севере страны (туарегское население выступало за автономию региона) Танджа принял на себя чрезвычайные полномочия и распустил Национальное собрание. В июне принял попытку внести поправки в конституцию, позволившие бы ему баллотироваться на третий срок, и распустил Конституционный суд, пытавшийся помешать этому. Несмотря на массовые акции протеста, 4 августа в стране прошёл референдум, на котором была принята новая конституция.
18 февраля 2010 года в ходе очередного переворота Мамаду Танджа был арестован, а власть перешла к Верховному совету по восстановлению демократии (фр. Conseil Suprême pour la Restauration de la Démocratie) под председательством командующего подразделением тяжёлой артиллерии Салу Джибо. 22 февраля Джибо официально объявлен главой государства. В марте 2011 года состоялись президентские выборы, победу на которых одержал лидер Нигерской партии за демократию и социализм Махамаду Иссуфу (в 2016 году переизбран). В декабре 2020 — феврале 2021 годов прошли выборы, по результатам которых президентом стал Мухаммед Базум. 26 июля 2023 года Базум был задержан группой военных в своей резиденции, в тот же день для управления страной был создан Национальный совет по охране Родины (фр. Conseil national pour la sauvegarde de la Patrie). 27 июля представитель Совета Амаду Абдрахман объявил о низложении Базума. 28 июля один из членов Совета, Абдурахман Тчиани, провозгласил себя его председателем и главой государства.

## Список
Курсивом и серым цветом выделена дата начала полномочий Хассуми Массауду, провозгласившего себя в Риме исполняющим обязанности президента после свержения Мухаммеда Базума.
|                                                                                         | Портрет         | Имя (годы жизни)                                                | Полномочия      | Полномочия | Партия                                                                | Выборы | Наименование должности | Пр.           |
| Начало                                                                                  | Портрет         | Имя (годы жизни)                                                | Окончание       | | Партия                                                                | Выборы | Наименование должности | Пр.           |
| --------------------------------------------------------------------------------------- | --------------- | --------------------------------------------------------------- | --------------- | --- | --------------------------------------------------------------------- | --- | --- | ------------- |
| —                                                                                       |                 | Амани Диори (1916—1989) фр. Hamani Diori                        | 18 декабря 1958 | 9 ноября 1960 | Нигерская прогрессивная партия — Африканское демократическое движение | [ комм. 1 ] | Председатель Совета министров фр. Président du Conseil des Ministres                                                                                    | [ 8 ] [ 9 ]   |
| 1 (I—III)                                                                               | 9 ноября 1960   | Амани Диори (1916—1989) фр. Hamani Diori                        | 15 апреля 1974  | [ комм. 3 ] | Нигерская прогрессивная партия — Африканское демократическое движение | Президент Республики фр. Président de la République                                                                                                  | | [ 8 ] [ 9 ]   |
| 1 (I—III)                                                                               | 9 ноября 1960   | Амани Диори (1916—1989) фр. Hamani Diori                        | 15 апреля 1974  | 1965 | Нигерская прогрессивная партия — Африканское демократическое движение | Президент Республики фр. Président de la République                                                                                                  | | [ 8 ] [ 9 ]   |
| 1 (I—III)                                                                               | 9 ноября 1960   | Амани Диори (1916—1989) фр. Hamani Diori                        | 15 апреля 1974  | 1970 | Нигерская прогрессивная партия — Африканское демократическое движение | Президент Республики фр. Président de la République                                                                                                  | | [ 8 ] [ 9 ]   |
| —                                                                                       |                 | Сейни Кунче (1931—1987) фр. Seyni Kountché                      | 15 апреля 1974  | 17 апреля 1974 | военный                                                               | [ комм. 4 ] | Начальник Генерального штаба армии фр. Chef de l’État-Major de l’Armée                                                                                  | [ 10 ] [ 11 ] |
| 2                                                                                       | 17 апреля 1974  | Сейни Кунче (1931—1987) фр. Seyni Kountché                      | 10 ноября 1987  | Председатель Верховного военного совета, глава государства фр. Président du Conseil Militaire Suprême, Chef de l’État                                                 | военный                                                               | [ комм. 4 ] | | [ 10 ] [ 11 ] |
| и. о.                                                                                   |                 | Али Саибу (1940—2011) фр. Ali Saïbou                            | 10 ноября 1987  | 14 ноября 1987 | военный                                                               | [ комм. 6 ] | Председатель Верховного военного совета, временный глава государства фр. Président du Conseil Militaire Suprême, Chef de l’État par intérim             | [ 12 ] [ 13 ] |
| 3 (I—III)                                                                               | 14 ноября 1987  | Али Саибу (1940—2011) фр. Ali Saïbou                            | 17 мая 1989     | [ комм. 7 ] | военный                                                               | Председатель Верховного военного совета, глава государства фр. Président du Conseil Militaire Suprême, Chef de l’État                                | | [ 12 ] [ 13 ] |
|                                                                                         | 17 мая 1989     | Али Саибу (1940—2011) фр. Ali Saïbou                            | 18 декабря 1989 | Национальное движение за общество развития | [ комм. 8 ]                                                           | Председатель Высшего совета по национальной ориентации, глава государства фр. Président du Conseil Supérieur d’Orientation Nationale, Chef de l’État | | [ 12 ] [ 13 ] |
| 18 декабря 1989                                                                         | 16 апреля 1993  | Али Саибу (1940—2011) фр. Ali Saïbou                            | 1989            | Национальное движение за общество развития | Президент Республики фр. Président de la République                   | | | [ 12 ] [ 13 ] |
| 4                                                                                       |                 | Махаман Усман (1950—) фр. Mahamane Ousmane                      | 16 апреля 1993  | 27 января 1996 | Президент Республики фр. Président de la République                   | Демократическая и социальная конвенция — Рахама | 1993 | [ 14 ] [ 15 ] |
| —                                                                                       |                 | Ибрагим Баре Майнассара (1949—1999) фр. Ibrahim Maïnassara Baré | 27 января 1996  | 7 августа 1996 | военный                                                               | [ комм. 10 ] | Председатель Совета национального спасения фр. Président du Conseil de Salut National                                                                   | [ 16 ] [ 17 ] |
| 5                                                                                       | 7 августа 1996  | Ибрагим Баре Майнассара (1949—1999) фр. Ibrahim Maïnassara Baré | 9 апреля 1999   | Национальный союз независимых за демократическое обновление | 1996                                                                  | Президент Республики фр. Président de la République                                                                                                  | | [ 16 ] [ 17 ] |
|                                                                                         | 7 августа 1996  | Ибрагим Баре Майнассара (1949—1999) фр. Ibrahim Maïnassara Baré | 9 апреля 1999   | Объединение за демократию и прогресс | 1996                                                                  | Президент Республики фр. Président de la République                                                                                                  | | [ 16 ] [ 17 ] |
| и. о.                                                                                   |                 | Ибрагим Хассан Маяки (1951—) фр. Ibrahim Assane Mayaki          | 9 апреля 1999   | 11 апреля 1999 | Национальный союз независимых за демократическое обновление           | [ комм. 12 ] | Премьер-министр фр. Premier Ministre | [ 18 ]        |
| 6                                                                                       |                 | Дауда Малам Ванке (1954—2004) фр. Daouda Mallam Wanké           | 11 апреля 1999  | 22 декабря 1999 | военный                                                               | [ комм. 13 ] | Председатель Совета национального примирения, глава государства фр. Président du Conseil de Réconciliation Nationale, Chef de l’État                    | [ 19 ] [ 20 ] |
| 7 (I—II)                                                                                |                 | Мамаду Танджа (1938—2020) фр. Mamadou Tandja                    | 22 декабря 1999 | 21 декабря 2004 | Национальное движение за общество развития                            | 1999 | Президент Республики фр. Président de la République | [ 21 ] [ 22 ] |
| 7 (I—II)                                                                                | 21 декабря 2004 | Мамаду Танджа (1938—2020) фр. Mamadou Tandja                    | 18 февраля 2010 | 2004 | Национальное движение за общество развития                            | | Президент Республики фр. Président de la République | [ 21 ] [ 22 ] |
| —                                                                                       |                 | Салу Джибо (1965—) фр. Salou Djibo                              | 18 февраля 2010 | 22 февраля 2010 | военный                                                               | [ комм. 15 ] | Председатель Верховного совета по восстановлению демократии фр. Président du Conseil Suprême pour la Restauration de la Démocratie                      | [ 23 ] [ 24 ] |
| 8                                                                                       | 22 февраля 2010 | Салу Джибо (1965—) фр. Salou Djibo                              | 7 апреля 2011   | Председатель Верховного совета по восстановлению демократии, глава государства фр. Président du Conseil Suprême pour la Restauration de la Démocratie, Chef de l’État | военный                                                               | [ комм. 15 ] | | [ 23 ] [ 24 ] |
| 9 (I—II)                                                                                |                 | Махамаду Иссуфу (1952—) фр. Mahamadou Issoufou                  | 7 апреля 2011   | 2 апреля 2016 | Нигерская партия за демократию и социализм — Тарайя                   | 2011 | Президент Республики фр. Président de la République | [ 5 ] [ 25 ]  |
| 9 (I—II)                                                                                | 2 апреля 2016   | Махамаду Иссуфу (1952—) фр. Mahamadou Issoufou                  | 2 апреля 2021   | 2016 | Нигерская партия за демократию и социализм — Тарайя                   | | Президент Республики фр. Président de la République | [ 5 ] [ 25 ]  |
| 10                                                                                      |                 | Мухаммед Базум (1960—) фр. Mohamed Bazoum                       | 2 апреля 2021   | 26 июля 2023 | Нигерская партия за демократию и социализм — Тарайя                   | 2021 | Президент Республики фр. Président de la République | [ 6 ] [ 26 ]  |
| С 26 по 28 июля 2023 года — Нигер под управлением Национального совета по охране Родины |                 |                                                                 |                 | |                                                                       | | |               |
| 11 (I—II)                                                                               |                 | Абдурахман Тчиани (1961—) фр. Abdourahamane Tchiani             | 28 июля 2023    | 26 марта 2025 | военный                                                               | [ комм. 17 ] | Председатель Национального совета по охране Родины, глава государства фр. Président du Conseil national pour la sauvegarde de la Patrie, Chef de l’État | [ 27 ] [ 28 ] |
| 11 (I—II)                                                                               | 26 марта 2025   | Абдурахман Тчиани (1961—) фр. Abdourahamane Tchiani             | действующий     | [ комм. 18 ] | военный                                                               | Президент Республики фр. Président de la République                                                                                                  | | [ 27 ] [ 28 ] |
| и. о.                                                                                   |                 | Хассуми Массауду (1957—) фр. Hassoumi Massaoudou                | 27 июля 2023    | действующий | Нигерская партия за демократию и социализм — Тарайя → беспартийный    | [ комм. 20 ] | Временный глава правительства фр. Chef du gouvernement par intérim                                                                                      | [ 29 ] [ 30 ] |